# Eublemma thermoides
Eublemma thermoides là một loài bướm đêm trong họ Erebidae.